# El espíritu de la Navidad
«El espíritu de la Navidad» es el tercer sencillo del álbum de Los Planetas Encuentros con entidades.
Publicado en formato digipack, incluyendo un DVD con el videoclip del tema principal, producido, dirigido y editado por Les Nouveaux Auteurs.
Se editó un sencillo promocional con El espíritu de la Navidad como único corte.

## Lista de canciones
1. «El espíritu de la Navidad» 2:38
2. «Que me olvide de ti» 11:15

## Reediciones
En 2005 se incluyó, en formato CD, en la caja Singles 1993-2004. Todas sus caras A / Todas sus caras B (RCA - BMG). El cofre se reeditó, tanto en CD como en vinilo de 10 pulgadas, por Octubre / Sony en 2015.

## Videoclip
El vídeo promocional fue dirigido por Paco Plaza para Les Nouveaux Auteurs y Common Films.
Está disponible en Encuentro con entidades DVD (RCA - BMG 2002), en el DVD Principios básicos de Astronomía (Octubre - Sony Music Entertainment 2009) y, con toma de audio distinta, en el DVD que acompañaba al sencillo de mismo título (RCA - BMG 2002). 
Sobre el vídeo Marc Lozano (responsable del colectivo Les Nouveaux Auteurs) comenta "El director del vídeo clip, Paco Plaza, un día me llamó y me dijo: "Estoy saliendo con una chica que tiene un despertar super bonito y se me ha ocurrido que podría grabarlo". A todos nos pareció una idea genial y Paco lo grabó con ella en su casa. Cuando llegamos a la sala de montaje vimos que los planos cortos montados no quedaban nada bien y, sin embargo, funcionaba un plano secuencia muy largo. Ése fue el que utilizamos. En el vídeo original había una pista de sonido y se oía a la chica cantar mientras se despertaba, pero desafortunadamente en el DVD el vídeo se ha incluido sin su voz".